# Быковский переулок (Киев)
Быковский переулок (укр. Биківський провулок) — переулок в Подольском районе города Киева, местности Ветряные горы. Пролегает от Межевой улицы до улицы Светлицкого.

## История
Переулок возник в начале XX века под современным названием.

## Застройка
Застройка улицы жилая — представлена двумя трёхэтажными домами (№ 7 и 9), что у улицы Светлицкого. Другие дома переулка относятся к улицам Осиповского и Межевой.
Частично отсутствует твёрдое покрытие улицы.